# العامري فاروق
العامرى فاروق هو رجل أعمال مصري وشخصية سياسية ورياضية مصرية بارزة حيث شغل عدة مناصب في مجلس إدارة النادي الأهلي المصري وكان أول وزير دولة للرياضة في مصر بعد فصل وزارة الشباب عنها. شغل منصب نائب رئيس مجلس إدارة النادي الأهلي المصري ورئيس مكتبه التنفيذي بعد نجاحه ضمن قائمة الكابتن محمود الخطيب، وكان أحد أهم المستثمرين في مجال التعليم في مصر من خلال امتلاكه لمدارس بيبي جاردن للغات ولدار الفاروق للنشر والتوزيع.

## السيرة الذاتية
- شغل منصب نائب رئيس مجلس إدارة النادي الأهلي المصري.
- شغل منصب الأمين العام للرابطة المدارس الخاصة (APS) في مصر.
- عين وزيرا للدولة لشؤون الرياضة في 2 أغسطس 2012.
- كان أحد الوزراء المستقلين في وزارة هشام قنديل.
- بعد فترة وجيزة من تعيينه، قام بحل اللجنة التنفيذية للاتحاد المصري لكرة القدم وتعيين مجلس إدارة جديد لتشغيل الاتحاد.
- استقال من منصبه يوم 2 يوليو 2013 ضمن ستة وزراء اعترضوا على إدارة الإخوان وانضموا للمتظاهرين ضد حكمهم، عقب مظاهرات 30 يونيو 2013 وقُبيل انقلاب 2013 في مصر.

## جوائز
حصل على العديد من الجوائز والألقاب وأبرزها
- وسام التعليم الخاص على مستوى الجمهورية من نقابة المعلمين
- جائزة رائد من رواد التعليم الخاص 2004 من وزارة التربية والتعليم
- وسام التعليم ودرع التعليم الخاص 2004 من وزارة التربية والتعليم
- جائزة أحسن ناشر لكتب الأطفال والناشئة
- جائزة أحسن ناشر للكتاب المدرسي
- جائزة أحسن ناشر للترجمة من والى اللغة العربية عام 2003
- جائزة الإبداع والتميز (الجائزة الذهبية) في مصر يناير 2002 من وزارة الثقافة
- جائزة أحسن ناشر كتاب علمي وجامعي لعامي 2000-2001.

## الوفاة
توفي العامري فاروق في 26 يناير 2024 عن عمر ناهز الثالثة والخمسين.